# 弗雷訥峰

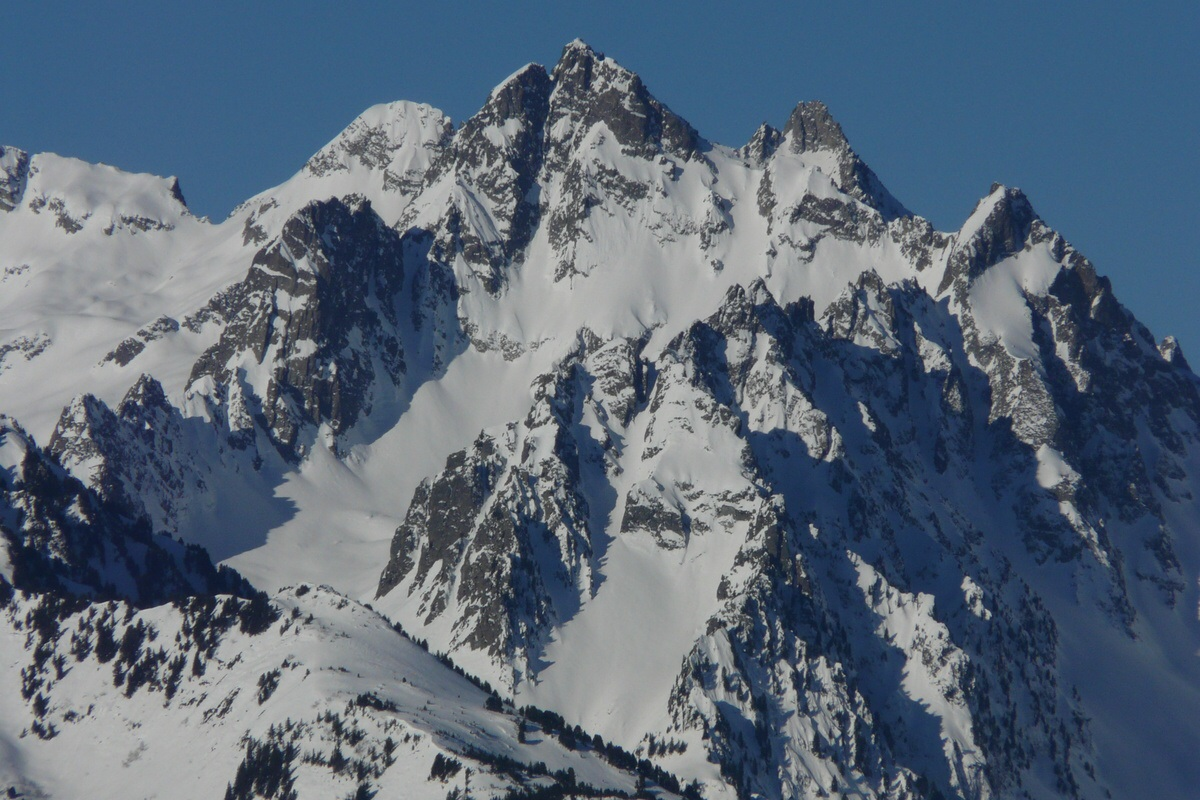

45°21′09″N 06°11′53″E / 45.35250°N 6.19806°E
弗雷訥峰（法語：Pic du Frêne），是法國的山峰，位於該國東南部，由薩瓦省負責管轄，屬於多芬阿爾卑斯山脈中貝勒多訥山脈的一部分，海拔高度2,807米，每年平均降雨量1,567毫米。